# Eta Crateris
Eta Crateris (η  Crateris, förkortat Eta Crt, η  Crt)  som är stjärnans Bayerbeteckning, är en ensam stjärna belägen i den östra delen av stjärnbilden Bägaren. Den har en skenbar magnitud på 5,17 och är svagt synlig för blotta ögat där ljusföroreningar ej förekommer. Baserat på parallaxmätning inom Hipparcosuppdraget på ca 13,0 mas, beräknas den befinna sig på ett avstånd på ca 250 ljusår (ca 77 parsek) från solen. På det beräknade avståndet minskar stjärnans skenbara magnitud med en skymningsfaktor på 0,08 på grund av interstellärt stoft.

## Egenskaper
Eta Crateris är en blå till vit stjärna i huvudserien av spektralklass A0 V. Den har en radie som är ca 2,7 gånger större än solens och utsänder från dess fotosfär ca 48,5 gånger mera energi än solen vid en effektiv temperatur på ca 9 690 K. 